# ADN: Capítulo A
ADN: Capítulo A es el undécimo álbum de estudio de la banda argentina Los Auténticos Decadentes. Fue publicado el 5 de noviembre de 2021 por el sello PopArt Discos. Este es el primer de un trilogía de álbumes denominado ADN.
El álbum se caracteriza por el estilo clásico de la banda, donde se destaca la recopilación de canciones populares de Latinoamérica de los años 80 y 90, adaptadas a ritmos como rock, funk, balada y ska. Asimismo el 9 de noviembre de 2023, el álbum se estrenó después de su sencillo «Golpes al corazón» el cual cuenta con la participación de la cantante mexicana Natalia Lafourcade.
De este álbum, se desprenden sencillos como: «Los viejos vinagres», «Luna de miel en la mano» y «Live is Life» entre otros. En este álbum, están incluidas las participaciones de Panteón Rococó, Los Pericos y Ruben Rada entre otros.

## Lista de canciones
| N.º | Título                                                            | Intérprete original    | Duración |  |
| 1.  | «Los viejos vinagres» (con Panteón Rococó)                        | Sumo                   | 3:38     |  |
| 2.  | «Golpes en el corazón» (con Natalia Lafourcade)                   | Los Tigres del Norte   | 3:31     |  |
| 3.  | «¡Ay! Qué dolor» (con Attaque 77)                                 | Los Chunguitos         | 3:15     |  |
| 4.  | «Luna de miel en la mano» (con Bandalos Chinos)                   | Virus                  | 2:48     |  |
| 5.  | «Seguir viviendo sin tu amor» (con Los Pericos)                   | Luis Alberto Spinetta  | 2:34     |  |
| 6.  | «No te enamores nunca de aquel marinero bengalí» (con Santaferia) | Los Abuelos de la Nada | 3:26     |  |
| 7.  | «Ayer te vi» (con Ruben Rada)                                     | Ruben Rada             | 3:42     |  |
| 8.  | «Live is Life»                                                    | Opus                   | 2:51     |  |